# Ngombé
Ngombé est un village de la région du Centre du Cameroun. Il est localisé dans l'arrondissement (commune) de Minta, département de la Haute-Sanaga. On y accède par la piste rurale qui lie Meba à Mbinang.

## Population et société
En 1963, la population de Ngombé était de 81 habitants. Ngombé comptait 96 habitants lors du dernier recensement de 2005. La population est constituée pour l’essentiel de Bamvele.